# Theodor Westergaard
Theodor Westergaard, född 1874 i Danmark, död 1941, var en dansk kommendör i Frälsningsarmén och sångförfattare.
Westergaard hade förordnanden inom FA i Norge och Danmark innan han blev ledare för FA i Finland och Norge.

## Sånger
- Hjärtat åstundar din närhet